# 율곡로 (파주시)
율곡로(Yulgok-ro)는 경기도 파주시 문산읍 당동IC에서 파주시 적성면을 잇는 도로이다.

## 주요 경유지
경기도
- 파주시 (문산읍 - 파평면 - 적성면)

## 노선 경로
| 이름                        | 접속 노선                     | 경유지 | 경유지 | 비고                                      |
| --------------------------- | ----------------------------- | ------ | ------ | ----------------------------------------- |
| 당동 나들목                 | 국도 제77호선 (자유로)        | 파주시 | 문산읍 | 국도 제37호선 구간                        |
| 사목삼거리                  | 반구정로                      | 파주시 | 문산읍 | 국도 제37호선 구간 파주시도 제23호선 구간 |
| 당동삼거리                  | 당동1로                       | 파주시 | 문산읍 | 국도 제37호선 구간 파주시도 제23호선 구간 |
| 당동리                      | 당동2로                       | 파주시 | 문산읍 | 국도 제37호선 구간                        |
| 여우고개사거리 (통일고가교) | 국도 제1호선 (통일로)         | 파주시 | 문산읍 | 국도 제37호선 구간                        |
| 임진1교                     | 임진나루길                    | 파주시 | 문산읍 | 국도 제37호선 구간                        |
| 임진2교                     | 임진나루길                    | 파주시 | 문산읍 | 국도 제37호선 구간                        |
| 율곡1교                     | 화석정로                      | 파주시 | 파평면 | 국도 제37호선 구간                        |
| 율곡2교                     |                               | 파주시 | 파평면 | 국도 제37호선 구간                        |
| 율곡 교차로 (율곡3교)       | 장승배기로                    | 파주시 | 파평면 | 국도 제37호선 구간                        |
| 두포교                      |                               | 파주시 | 파평면 | 국도 제37호선 구간                        |
| 두포 교차로 (두포1교)       | 파평산로                      | 파주시 | 파평면 | 국도 제37호선 구간                        |
| 두포삼거리                  | 청송로 파평산로572번길        | 파주시 | 파평면 | 국도 제37호선 구간                        |
| 눌로천교                    |                               | 파주시 | 파평면 | 국도 제37호선 구간                        |
| 아포삼거리                  | 장마루로                      | 파주시 | 파평면 | 국도 제37호선 구간 금파삼거리와 연결      |
| 리비사거리                  | 진동로                        | 파주시 | 파평면 | 국도 제37호선 구간                        |
| 장파사거리                  | 장마루로 자장로               | 파주시 | 파평면 | 국도 제37호선 구간                        |
| 답곡천교                    |                               | 파주시 | 파평면 | 국도 제37호선 구간                        |
| 답곡 교차로 (답곡교)        | 듸링거리길                    | 파주시 | 적성면 | 국도 제37호선 구간                        |
| 자장사거리                  | 국사로                        | 파주시 | 적성면 | 국도 제37호선 구간                        |
| 두지 교차로 (두지교)        | 지방도 제367호선 (솔뒤로)     | 파주시 | 적성면 | 국도 제37호선 구간 두지삼거리와 연결      |
| 설마천교                    |                               | 파주시 | 적성면 | 국도 제37호선 구간                        |
| 적성산단 교차로             | 적성산단로                    | 파주시 | 적성면 | 국도 제37호선 구간                        |
| 가월1교                     |                               | 파주시 | 적성면 | 국도 제37호선 구간                        |
| 주월 교차로 (주월교)        | 달빛길                        | 파주시 | 적성면 | 국도 제37호선 구간                        |
| 가월 교차로 (적성IC교)      | 지방도 제371호선 (감악산로)   | 파주시 | 적성면 | 국도 제37호선 구간                        |
| 구읍교                      |                               | 파주시 | 적성면 | 국도 제37호선 구간                        |
| 구읍 교차로                 | 국도 제37호선 (동서로) 구읍로 | 파주시 | 적성면 | 국도 제37호선 구간                        |
| 객현교                      |                               | 파주시 | 적성면 |                                           |
| 객현 교차로                 | 국도 제37호선 (동서로)        | 파주시 | 적성면 |                                           |
| 청안내교                    |                               | 파주시 | 적성면 |                                           |
| 장현 교차로                 | 국도 제37호선 (동서로) 장뜰길 | 파주시 | 적성면 |                                           |
| 어유1교                     |                               | 파주시 | 적성면 |                                           |
| 어유중학교                  |                               | 파주시 | 적성면 |                                           |
| 어유지리삼거리              | 지방도 제375호선 (어삼로)     | 파주시 | 적성면 | 지방도 제375호선 구간                     |
| 적암초등학교                |                               | 파주시 | 적성면 | 지방도 제375호선 구간                     |
| 적암삼거리                  | 율곡로3064번길                | 파주시 | 적성면 | 지방도 제375호선 구간                     |
| 아마니고개삼거리            | 지방도 제375호선 (양연로)     | 파주시 | 적성면 | 지방도 제375호선 구간                     |

## 주요건물및 시설
- GS칼텍스 골밭문산 주유소 (율곡로 25/당동리 617-2)
- S-OIL 장현주유소 (율곡로 2693/장현리 371-1)
- 어유중학교 (율곡로 2875/어유지리 306)
- SK에너지 적암주유소 (율곡로 2989/적암리 254-1)
- 적암초등학교 (율곡로 3042/적암리 83-2)